# Notonectoidea
Super-famille
Les Notonectoidea sont une super-famille d'insectes hémiptères aquatiques du sous-ordre des hétéroptères (punaises), de l'infra-ordre des Nepomorpha. Dans sa définition actuelle, elle comprend les Notonectes, un peu plus de 400 espèces dans onze genres. 

## Description
Punaises aquatiques, nageant sur le dos, à corps convexe, à antennes très courtes, invisibles depuis en dessus, à rostre plurisegmenté, à ocelles absents. L'apex de l'abdomen ne présente pas de processus respiratoire. Les pattes postérieures sont grandes, natatoires, les antérieures ne sont pas ravisseuses. Leur taille est moyenne, avec une longueur de 5 à 15 mm.

## Répartition et habitat
Cette super-famille est cosmopolite. Elles vivent dans les eaux calmes (mares, lacs), avec quelques espèces vivent dans des cours d'eau, généralement vers la surface de l'eau. 

## Systématique
Cette super-famille a été confirmée, ainsi que sa monophylie, par les dernières analyses phylogénétiques.
Elle contient une seule famille, les Notonectidae. Cette définition reste toutefois discutée. Pendant assez longtemps, on a considéré que les deux familles actuellement placées dans les Pleoidea, les Pleidae et les Helotrephidae, faisant partie des Notonectoidea avec les Notonectidae (Schuh, 1986, Carver et al., 1991, Mahner, 1993 et Hebsgaard et al., 2004). Selon Ye et al., cette super-famille ne contient finalement que les Notonectidae.
Quant à sa position au sein des Nepomorpha, suite à Rieger (1976), on a longtemps considéré les familles composant le groupe Notonectoidea (Notonectidae + (Pleidae+Helotephidae)) comme le plus apomorphique des Nepomorpha, alors que Ye et al. (2020) les placent avant les Naucoroidea au sein du clade des Cibariopectinata.

### Position au sein des Nepomorpha
Selon Ye et al.: 
- Nepomorpha
  - Nepoidea
  - Autres Nepomorpha
    - Corixoidea
    - Tripartita
      - Ochteroidea
      - Cibariopectinata
        - 
          - Pleoidea
            - Pleidae
            - Helotrephidae

          - Notonectoidea
            - Notonectidae

        - Naucoroidea

### Liste des familles
Selon BioLib (2 avril 2022) :
- famille Notonectidae Latreille, 1802